# Giorgio De Gaspari
Giorgio De Gaspari (conosciuto anche col soprannome veneziano “Foresto”, nomignolo che lo portò a firmarsi sulle sue opere come Giorgio Foresto; Milano, 30 gennaio 1927 – Venezia, 15 o 16 ottobre 2012) è stato un illustratore, fumettista e pittore italiano.

## Biografia
Giorgio De Gaspari nasce il 30 gennaio 1927 in provincia di Milano. Fin dalla giovane età passata nella cittadina di Brongio, coltiva il talento nel disegno supportato dall'incoraggiamento del padre Virginio De Gaspari (disegnatore tecnico) e della madre Anna Preto (appassionata di canto lirico). Trasferitosi a Milano per frequentare l'accademia di Brera all’inizio degli  anni ‘50, abita in un bizzarro appartamento a tre piani chiamato "La torre" con alcuni colleghi, tra cui Mino Ceretti che ne dà conto nei suoi appunti biografici intitolati "Il caso di vivere". Collabora con diverse case editrici locali e nazionali. Illustra interni e copertine per Vallardi e Fabbri. Nel '47 inizia invece la promettente collaborazione con La Domenica del Corriere sotto la guida di Achille Beltrame e, soprattutto, Walter Molino. Attività che lo occuperà regolarmente fino agli anni '70.  Illustra molte celebri copertine del settimanale La Domenica del Corriere esposte più tardi nella mostra a Palazzo Reale intitolata "La Domenica del Corriere- il Novecento illustrato" ed edite nell'omonimo volume del 2007. Realizza inoltre fumetti per il Corriere dei Piccoli. A partire dagli anni '60 collabora anche con lo Studio D'Ami dei fratelli Roy (Rinaldo) e Piero Dami, e lavora per case editrici britanniche come la Fleetway Pubblications e successivamente per il Reader's Digest ed Epoca.
Nel 1954 sposa l'artista Frances Martiennsen. All’inizio degli anni ‘70, forse a causa della morte improvvisa della moglie, abbandona Brera e l’ambiente editoriale milanese per trasferirsi nell’isola di Pellestrina presso la laguna veneta. Inizia in questo piccolo paese rurale a barattare i suoi dipinti per beni di prima necessità instaurando amichevoli ma sempre provocanti rapporti umani con i locali. Tra il 1970 e il 1973 incontra a Pellestrina Friedrick Hundertwasser alle prese con il restauro della sua barca Regentag e l'architetto viennese Horst Waitmayr.  Alla fine del decennio visita Turchia e Israele. Costruisce in questo periodo il suo suggestivo atelier sull'acqua (scomparso nel 2019) intitolato "Il Mondo della Luna". 
Tra il 1981 e il 1988 viaggia in oriente visitando India, Filippine, Australia, Nuova Zelanda. In questo luogo, ospitato da Noma Sheperd presso la Kaurinui Valley, approfondisce l'amicizia con Hundertwasser.  
Tornato a Pellestrina dove da tempo, oltre all'atelier, aveva acquistato una casa in Via Vianelli 431, continua a produrre dipinti e disegni. Nonostante i numerosi altri viaggi verso oriente torna sempre presso l'isola di Pellestrina eletta sua nuova dimora. Sposa la compagna Marlene Sturz prima di spegnersi il 16 ottobre 2012 presso il reparto geriatrico di Venezia.

### Articoli
- Luca Boschi, Giorgio De Gaspari, Aldo Di Gennaro (a Lucca) e Kolosso, in Cartoonist globale, 19 ottobre 2011.
- Luca Boschi, Giorgio De Gaspari: il massimo illustratore del Novecento, in Cartoonist globale, 20 ottobre 2012.
- Luca Boschi, Giorgio De Gaspari: 20.000 leghe ed oltre, in Cartoonist globale, 23 ottobre 2012.
- Luca Boschi, Giorgio De Gaspari in mostra a Solesino, in Cartoonist globale, 5 aprile 2013.
- Gianni Brunoro, Gianfranco Goria, Giorgio De Gaspari passed away, su afnews.info, 19 ottobre 2012.
- Viviano Domenici, Storia di De Gaspari, l’illustratore di Buzzati, in Corriere della Sera, 21 ottobre 2012,  p. 26.
- Giuseppe Festino, L'uomo meraviglia, in Fumetto, n. 87, 2013.
- Luigi Marcianò, Giorgio De Gaspari: semplicemente, un Grande (intervista ad Aldo Di Gennaro), in Fumetto, n. 87, 2013.
- Giorgio Perlini, Giorgio De Gaspari e l'arte del disperdere le tracce, in Tu(t)ti libri, io mi libro.
- Anna Sandri, Addio al Foresto. Raccontò a colori la nostra storia, in il mattino di Padova, 22 ottobre 2012.
- Giovanni Scarpa, “Giorgio Foresto”, la vita misteriosa di De Gaspari, il più grande illustratore del Novecento, su rosminipadova.it, 6 agosto 2014.
- Giovanni Scarpa, Nelle terre selvagge di Giorgio De Gaspari (PDF), in Fumetto, n. 101, 2017.
- Luciano Tamagnini, Era lui...oppure no?, in Fumetto, n. 95, 2015.

### Libri
- David Roach, Aarrgghh!! It’s war. The Best War Comic Cover Art from War, Battle, Air Ace and War at Sea Picture Libraries, Londra, Prion Books, 2007, ISBN 9781853756337.
- Giovanni Scarpa, Giorgio Foresto. Le opere segrete di Giorgio De Gaspari, Chioggia, Il Leggio, 2014, ISBN 9788883201158.
- Giovanni Scarpa, Giorgio Foresto – Avventure a colori di un pittore fuggiasco, Edizioni NPE, 2022 ISBN 9788836271184 [1]

### Riviste
- Diego Cordoba, Peter Richardson, Illustrators. British War Comics Special. Studio Dami and the Italian Artists, Londra, The Book Palace, marzo 2018, ISBN 978-1-907081-47-7, ISSN 2052-6520 (WC · ACNP).